# Бад Диркхајм
Бад Диркхајм (њем. Bad Dürkheim) град је у њемачкој савезној држави Рајна-Палатинат. Једно је од 48 општинских средишта округа Бад Диркхајм. Према процјени из 2010. у граду је живјело 18.790 становника. Посједује регионалну шифру (AGS) 7332002.

## Географски и демографски подаци
Бад Диркхајм се налази у савезној држави Рајна-Палатинат у округу Бад Диркхајм. Град се налази на надморској висини од 132 метра. Површина општине износи 102,7 km². У самом граду је, према процјени из 2010. године, живјело 18.790 становника. Просјечна густина становништва износи 183 становника/km².

## Међународна сарадња
| Мјесто | Држава               | Врста сарадње | Од    |
| ------ | -------------------- | ------------- | ----- |
| Велс   | Уједињено Краљевство | партнерство   | 1983. |
|        | Француска            | партнерство   | 1966. |
| Извор  |                      |               |       |